# Teresa Garcia (jornalista)
Teresa Garcia (Barra do Piraí, 2 de setembro de 1959) é uma jornalista brasileira, chefe de redação dos jornais locais da Editoria Rio da TV Globo. É formada em jornalismo na Pontifícia Universidade Católica do Rio de Janeiro. Teresa foi editora-chefe do Jornal Hoje da Rede Globo de 2005 até 2015. Antes do Jornal Hoje foi chefe de redação da Globo São Paulo 
Teresa foi editora chefe na TV Rio Sul, em Resende (RJ), onde também apresentou uma revista eletrônica semanal. Depois da experiência ela foi convidada a assumir a gerência de jornalismo das emissoras afiliadas e coordenação de projetos especiais.